# 松本孝利
松本 孝利（まつもと たかとし、1941年－）は北海道出身の経済人。
1966年、法政大学工学部電気工学科を卒業。その後、日本電子開発株式会社に入社し、1975年、日本ディジタル・イクイップメント株式会社（日本DEC）入社。横浜営業所所長、東京第一営業部長などを歴任した。1984年に独立し、インサイト・インターナショナル株式会社を設立、社長に就任。UNIXの開発者であるビル・ジョイ氏との交流を図った。
1986年、日本サン・マイクロシステムズ株式会社社長に就任した。さらに、1990年、株式会社システム・ソフトウェア・アソシエイツを設立し、社長に就任した。1992年には日本シスコシステムズ株式会社社長に就任した。1998年10月、日本シスコシステムズ代表取締役会長に就任するなど、精力的に活動してきた。慶應義塾大学大学院政策・メディア研究科教授を経て、現在はアカデミーキャピタルインベストメンツ代表取締役社長や法政大学の理工学部、ビジネス・ブレークスルー大学大学院の教授を務めている。日本インターネット協会、監事・理事などで活躍した。

## 新聞記事
- [ひと 21世紀へ] シスコシステムズ（日本法人）会長 松本 孝利、「未知の仕事をゼロから始める興奮」。[要出典] それが「立ち上げ屋」 を突き動かす